# الفيلق الفلمنكي
الفيلق الفلمنكي (بالهولندية: Vlaams Legioen)‏ تشكيل عسكري تعاوني تم تجنيده من المتطوعين الناطقين باللغة الهولندية من بلجيكا التي تحتلها ألمانيا، ولا سيما من فلاندرز. قاتل على الجبهة الشرقية خلال الحرب العالمية الثانية. كان الفيلق الفلمنكي من الناحية النظرية تشكيلًا مستقلًا ملحقًا بـفافن إس إس حتى مايو 1943 عندما تم حله وتشكيله باسم SS- Sturmbrigade Langemarck داخل فافن إس إس نفسهh. أعيد تنظيمه لاحقًا في عدة مناسبات وتم تعيينها رسميًا كفرقة في سبتمبر 1944، على الرغم من أن الوحدة لم تتوسع أبدًا إلى ما بعد للواء.
منذ البداية، كان الفيلق الفلمنكي مرتبطًا ارتباطًا وثيقًا بـ Vlaams Nationaal Verbond (VNV)، وهو حزب سياسي تعاوني وحزب فلمنكي في بلجيكا.

## أصول

### الاتحاد الوطني الفلمنكي والقومية الفلمنكية
في وقت الغزو الألماني في مايو 1940، كان لدى بلجيكا العديد من الأحزاب السياسية التي كانت متعاطفة على نطاق واسع مع الأمثلة الاستبدادية والمناهضة للديمقراطية التي تمثلها ألمانيا النازية. في فلاندرز، كان أهم هذه الجماعات الاتحاد الوطني الفلمنكي (Vlaams Nationaal Verbond ، أو VNV).  كان خلفًا للحركة الفلمنكية التي نشأت خلال القرن التاسع عشر كرد فعل على التهميش المفترض للغة الهولندية في بلجيكا وأصبحت أكثر تطرفًا بعد الحرب العالمية الأولى.  تم تأطير أيديولوجيتها في معارضة الدولة البلجيكية، داعياً فلاندرز لتشكيل جزء من «هولندا الكبرى» المحددة عرقياً. كما تأثر بالكاثوليكية ومعاداة الشيوعية. على الرغم من عدم الثقة في البداية بالأيديولوجية النازية الألمانية، إلا أن لاتحاد الوطني الفلمنكي تأثر بالأفكار الفاشية قبل الحرب. في الانتخابات الوطنية في أبريل 1939، حصلت الاتحاد على حوالي 15 في المائة من الأصوات الفلمنكية. 

### جهود التعاون والتوظيف

علم الاتحاد الوطني الفلمنكي (VNV) الذي قاد التجنيد للجيش الفلمنكي بعد عام 1941

بعد الاستسلام في 28 مايو 1940، تم إنشاء إدارة عسكرية لتحكم بلجيكا التي تحتلها ألمانيا. على أمل توسيع دعمها في فلاندرز وتأثرها بالعنصرية النازية، تبنت ما يسمى بـ Flamenpolitik الذي أعطى معاملة تفضيلية للسكان الفلمنديين على الوالون الناطقين بالفرنسية، على سبيل المثال في إعادة أسرى الحرب إلى وطنهم. وتأمل VNV في استخدام الدعم الألماني لتوسيع نفوذه داخل فلاندرز. بعد بداية الاحتلال، حوّلت موقعها الأيديولوجي لتكون أكثر توافقًا مع الأفكار النازية. وعلقت أيضا مطالبها بالانفصال الفلمنكي من بلجيكا. 

### إنشاء الفيلق الفلمنكي
وسع الغزو الألماني للاتحاد السوفيتي في يونيو 1941 أنشطة الجماعات التعاونية. أعلن VNV عن نيته لتجنيد «الفيلق الفلمنكي» للقتال في الفيرماخت القوات الألمانية على الجبهة الشرقية في 8 يوليو 1941. تم تجنيد ما يقرب من 560 رجل بين يوليو وأغسطس 1941، يعتقد البعض أنه يمثل الخطوة الأولى نحو إنشاء جيش فلمنكي مستقل. أجبر إنشاء الفيلق الفلمنكي أيضًا حزب ركسست، وهي مجموعة ناطقة بالفرنسية إلى حد كبير في بلجيكا، على تجنيد «الفيلق الوالوني» بدلاً من «الفيلق البلجيكي» الذي كان ينادي به في الأصل. 
تم نقل متطوعي الفيلق الفلمنكي إلى ديبيكا في بولندا الحديثة في أغسطس 1941. وهناك، حاول الألمان دمجهم مع متطوعي الفلمنكيين في ويستلاند. رفض معظم المتطوعين الجدد الانضمام إلى فافن إس إس، وانضمت الوحدات بدلاً من ذلك إلى كتيبة الفيلق الفلمنكي الجديدة، وانضمت نفسها إلى الفيلق الهولندي الأكبر.  البداية، تم تأكيد أن الفيلق الفلمندي سيبقى مستقلاً إلى حد كبير عن بقية الجيش الألماني وسيقوده ضباط فلمنكيون. هذه التعهدات، ومع ذلك، يوفي الألمان به. 

## القادة
- SS-Sturmbannführer ميخائيل ليبرت (24 سبتمبر 1941 - 2 أبريل 1942)
- SS-Obersturmbannführer Hans Albert von Lettow-Vorbeck (2 April 1942 - June 1942)
- SS-Hauptsturmführer Hallmann (يونيو 1942 - 20 يونيو 1942)
- SS-Obersturmbannführer Josef Fitzthum (20 يونيو 1942 - 11 يوليو 1942)
- SS-Sturmbannführer Conrad Schellong (11 يوليو 1942 - أكتوبر 1944)
- اس اس - اوبرفير توماس توماس (أكتوبر 1944 - 2 مايو 1945)

### اقتباسات
1. 1 2 3 4 5 6 7  Wouters 2018.